# Héctor Ochoa
Héctor Osvaldo Ochoa (Lincoln, 5 luglio 1942 – 21 maggio 2020) è stato un calciatore argentino, di ruolo centrocampista.